# Крочета (Пјаченца)
Крочета је насеље у Италији у округу Пјаченца, региону Емилија-Ромања.
Према процени из 2011. у насељу је живело 133 становника. Насеље се налази на надморској висини од 79 м.